# كيت إيستمان
كيت إيستمان (بالإنجليزية: Kate Eastman)‏ هي محامية في القضاء العالي أسترالية، ولدت في 1966.

## وصلات خارجية
- الموقع الرسمي